# 蒙特格里多尔福
蒙特格里多尔福是意大利艾米利亚-罗马涅大区里米尼省的一个镇，面积6.8平方公里，人口1031人，人口密度171.8人/平方公里（2009年）。ISTAT代码为099009。